# Проїзний абонемент

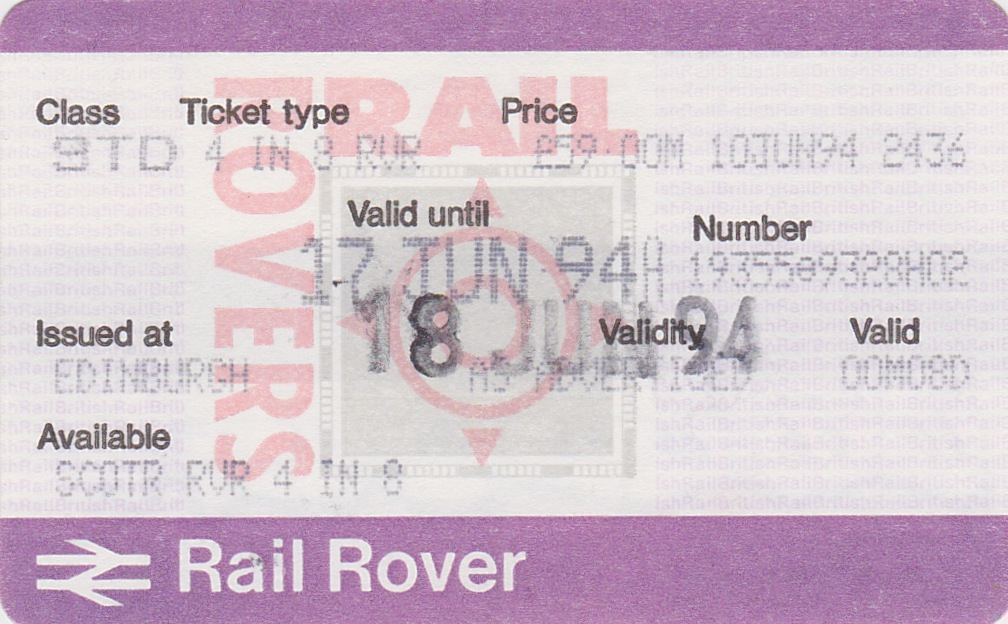
Чотириденний залізничний проїзний (Велика Британія, 1994 рік)

Проїзний квиток бо проїзний абонемент (англ. transit pass чи travel card), – це квиток, який дозволяє пасажиру здійснення певної кількості заздалегідь придбаних поїздок у громадському транспорті або необмеженої кількості поїздок протягом фіксованого періоду часу.
Залежно від транспортної мережі та тривалості використання абонементу, він може пропонувати різні знижки порівняно з поїздками, які купуються окремо. Хоча проїзні зазвичай можуть бути придбані за повною ціною будь-хто, хто бажає скористатися послугами (люди похилого віку, туристи, інваліди, студенти та деякі інші люди часто можуть отримати їх за зниженою ціною), багато роботодавців, коледжів та університетів субсидуватимуть вартість їх, а іноді й повну суму.
Деякі мережі громадського транспорту дозволять певним типам персоналу, включно з поліцейськими, пожежниками, діючими військовими та їхніми власними службовцями, безкоштовно їздити їхніми послугами з належним посвідченням особи та без необхідності купувати перепустку. У багатьох випадках посвідчення особи можна відсканувати на валідаторі квитка, як і будь-який інший проїзний квиток.

## Види абонементів
Найбільш поширеними видами абонементів є:
- Денний абонемент - пропонує необмежену кількість поїздок у день покупки; часто протягом 24 годин з моменту валідування;
- Тижневий абонемент - дозволяє необмежену кількість поїздок протягом семи днів. Хоча деякі мережі дозволяють придбати абонемент на будь-який семиденний період, інші пропонують ці абонементи лише на той самий діапазон семи днів (зазвичай або з неділі по суботу, або з понеділка по неділю);
- Місячний абонемент - дозволяє необмежену кількість поїздок протягом місяця. Деякі мережі дозволяють використовувати перепустку протягом певного 30-денного або 31-денного періоду, який не обов’язково повинен починатися першого числа місяця.
- Річний абонемент – дозволяє необмежену кількість поїздок протягом усього року та зазвичай пропонує більшу знижку, ніж місячний абонемент;
- Квитки на кілька поїздок – дозволяють купувати оптом за нижчою ціною за одну поїздку. Історично вони часто були у формі жетонів, але в багатьох місцях жетони замінені більш високотехнологічних методів збору плати за проїзд.

## Використання

### Азія

#### Гонконг
За допомогою смарт-картки Octopus багато транспортних операторів (автобусні оператори та залізничні компанії), надають безкоштовні пересадки або знижки на другий етап подорожі. Крім того, великі автобусні компанії, а також Гонконзький метрополітен, пропонують пільговий тариф для людей похилого віку в певні дні тижня.

### Європа

#### Велика Британія
У Великій Британії будь-хто старше пенсійного віку та люди з певними обмеженими можливостями їздять безкоштовно на більшості громадських автобусів по всій країні в певний час (зазвичай з 9:30 ранку до 23:00 вечора в будні дні та цілий день у вихідні та державні Свята) через англійську національну схему пільгових поїздок. Деякі муніципалітети також дозволяють цим людям безкоштовно подорожувати потягами, трамваями чи поромами. Ця схема також була введена в Уельсі в 2002 році, в Шотландії в квітні 2006 року, а пізніше в Англії. У Північній Ірландії діє аналогічна схема, але вікове обмеження становить 66 років.
Пенсійний вік становив 60 років до 6 червня 2010 року, але протягом десяти років він збільшиться до 65 відповідно до паралельних змін щодо права жінок на державну пенсію за віком.
Схеми проїзних карток для загального користування наразі діють у Сполученому Королівстві в кількох зонах, зокрема:
- National Rail [1]
- Великий Лондон (Travelcard і Oyster Card) [2]
- Ліверпуль і Мерсісайд (MetroCard) [3]
- Чешир (Chester Travelcard)
- Вест-Мідлендс (Centrocard)
- Південний Гемпшир (Solent Travelcard)
- Сассекс (Downlander)
- Стратклайд (ZoneCard)
- Великий Манчестер (проїзні картки System One)
- Tyne and Wear (Network One і Pop Card)

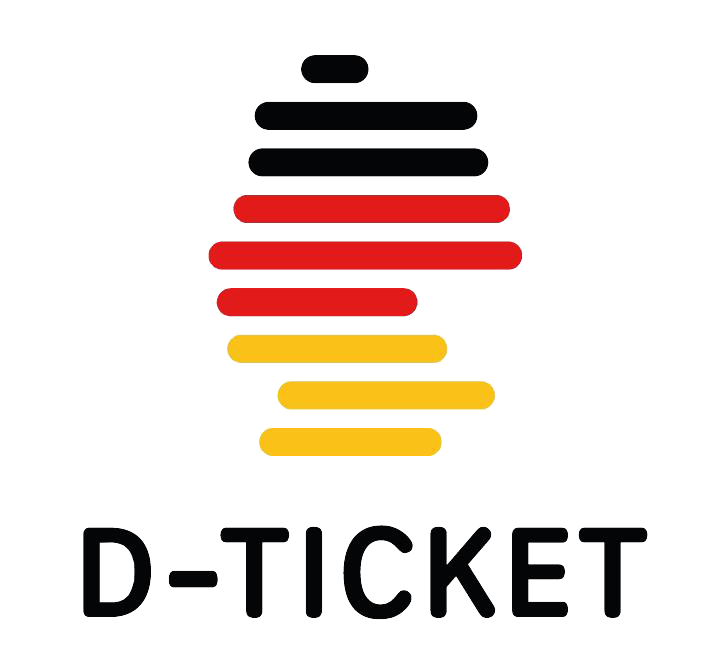
Логотип Deutschlandticket

- Західний Йоркшир (MCard)[4]

#### Німеччина
«Квиток на семестр» — це студентський проїзний квиток, який видають університети та Fachhochschulen у Німеччині, що дозволяє студентам подорожувати в автобусах, трамваях, метро та місцевих потягах рідного міста школи. Вартість семестрового квитка входить до вартості навчання в університеті, і ним можна скористатися в землі, де розташований університет. Квиток дійсний для проїзду в метро (U-Bahn), приміських поїздах (S-Bahn), трамваях і автобусах у цій землі, але не дійсний для поїздів Intercity-Express.
У травні 2023 року на всій території Німеччини запустили Deutschland-Ticket - абонемент, який дає можливість користуватися всім громадським транспортом країни. Вартість абонемента - 49 євро на місяць. Абонемент є іменним і придбати його можна офлайн у пунктах обслуговування регіональних транспортних компаній. Дія абонемента поширюється на рейсові автобуси, трамваї, метро, S-Bahn, пороми (Гамбург, Берлін тощо), регіональні поїзди 2 класу та регіональні експреси 2-го класу. 

#### Норвегія

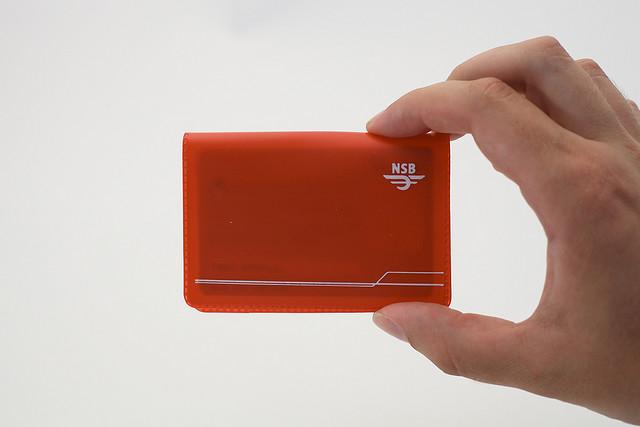
ID-картка Flexus, загорнута в обкладинку, виготовлену Норвезькою державною залізницею

Системи проїзних карток використовуються в більшості місцевого громадського транспорту в Норвегії. У графствах Осло та Акерсхус reisekort (що означає просто «проїзний квиток», раніше Flexus) використовується для T-banen (метро), трамваїв і міських автобусів. У Сер-Треннелаг використовується цифровий квиток t:kort (що означає «t:card»). У Ругаланні використовується Kolumbuskort (що означає «карта Колумба»). У Гордаланні використовується Skysskortet (що означає «карта Skyss»). Крім того, кілька інших округів використовують подібні системи проїзних карток.

#### Україна
В Україні донедавна основною формою проїзних абонементів були паперові квитки з позначеним терміном дії. Впровадження електронних проїзних стало можливим після прийняття Верховною Радою України у 2017 році Закону України Про внесення змін до деяких законодавчих актів України щодо впровадження автоматизованої системи обліку оплати проїзду в міському пасажирському транспорті. Станом на вересень 2021 року електронна оплата проїзди та відповідні абонементи було запроваджено у таких містах, як Харків, Мукачево, Київ, Дніпро, Івано-Франківськ, Хмельницький, Вінниця, Чернігів, Кривий Ріг, Луцьк, Маріуполь, Чернівці. Також тривало налагодження систем у Львові, Одесі, Полтаві та Рівному.  

### Північна Америка

#### США

##### Чикаго
Абонемент Unlimited Ride дозволяє подорожувати всіма автобусами та потягами CTA за допомогою одно-, трьох-, семи- та 30-денних абонементів з необмеженою кількістю поїздок. 

##### Нью-Йорк
У New York City Transit вартість проїзду в один кінець наразі становить 2,75 доларів США за поїздку (2,50 доларів США за попередньо завантажену картку MetroCard) і дозволяє безкоштовні пересадки між автобусами та метро. Тижневий абонемент коштує 32 долари, а місячний — 121 долар. Також доступні багаторазові картки MetroCard, які надають знижку 5% при купівлі принаймні $5 кредиту. 

##### Сан-Франциско
7-денні квитки CityPASS Muni та Cable Car Passport включають необмежену кількість поїздок на протягом семи днів поспіль, починаючи з дня першого використання CityPASS. Ціна $64 для дорослих та $39 для дітей 5-12 років. 

#### Канада

##### Торонто
Транзитна комісія Торонто пропонує безкоштовні пересадки з усіма базовими тарифами, і вони дійсні до часу, зазначеному на квитку, який може відрізнятися залежно від водія. Пересадки можна використовувати лише на лініях, які сполучаються з тією, з якої отримано пересадку. Також пасажири можуть розрахуватися карткою Presto, яка надає знижку на вартість проїзду.

##### Ванкувер
TransLink пропонує кілька типів тарифних карток, вартість яких залежить від кількості зон, у яких перебуватиме користувач. Зараз вони коштують 91 долар США за 1 зону, 124 долари США за 2 зони та 170 доларів США за три зони. Також доступні пільгові та студентські абонементи. Кfhnrb індивідуальних тарифів (FareSavers) також можна придбати з невеликою знижкою. Індивідуальні тарифи, придбані в квитковому автоматі чи в дилера FareSaver, дійсні протягом 90 хвилин після покупки чи валідації.[14]
Зараз TransLink покладається на підтвердження платежу. Восени 2013 року система почала перехід на картку Compass Card, яка має намір надати всі ті ж переваги багаторазової картки зі збереженням вартості.